# Ángela Abós Ballarín
Ángela Abós Ballarín   (Benasc, 1 d'octubre de 1934 - Jaca, 16 de juliol de 2022) és una professora, política i escriptora aragonesa.
Va créixer a Jaca tot i que va néixer a Benasc. Militant del PSOE, va ser l'única dona diputada en les Corts Constituents d'Aragó; va ocupar el càrrec de directora provincial del Ministeri d'Educació a Osca (1983-1986) i de subdirectora general-cap del Servei d'Inspecció Tècnica del MEC (1987-1989). Va ser regidora de l'Ajuntament de Jaca des de 1991 fins a juny de 1994, consellera d'Educació i Cultura (1994-1995) del Govern d'Aragó presidit per José Marco Berges i proposta per aquest per a ser presidenta del Govern d'Aragó.
Diputada en les Corts d'Aragó en les legislatures tercera i quarta, va ser portaveu del grup socialista en la Comissió d'Educació (1995-1999) i representant de les Corts en el Consell Social de la Universitat de Saragossa, la Comissió de Relacions Socials de la qual va presidir. Al desembre de 1999, l'executiu aragonès la va nomenar presidenta del Consell Social de la Universitat de Saragossa. El 2006, va deixar el càrrec quan es va esdevenir consellera de Ciència, Tecnologia i Universitat.
El febrer de 2007, Ángela Abós fou imputada pel Tribunal Superior de Justícia d'Aragó (TSJA) per un suposat cas d'assetjament laboral en 1995 quan ella presidia el Consell Social de la Universitat. Pocs dies després, el TSJA va arxivar el cas per manca d'indicis.
Després de més de trenta anys dedicant-se en la política, la va abandonar i va començar a escriure principalment en els gèneres d'assaig, novel·la, poesia i també va publicar articles periodístics en la premsa. Destaquen els llibres El camino de Francia i Artículo determinado. Fou una de les persones que va fundar l'Asociación Aragonesa de Escritores (Associació Aragonesa d'Escriptors), una entitat de promoció de cultura i llengua a Aragó.